# Mali Iđoš
Mali Iđoš (Servisch: Мали Иђош; Hongaars: Kishegyes) is een gemeente in het Servische district Noord-Bačka.
Mali Iđoš telt 13.494 inwoners (2002). De oppervlakte bedraagt 175 km², de bevolkingsdichtheid is 77,1 inwoners per km². 87% van de bevolking is etnisch Hongaars. De gemeente vormt het zuidelijkste puntje van het aaneengesloten etnisch Hongaarse gebied van Vojvodina.

## Plaatsen in de gemeente
- Mali Iđoš (87% Hongaarstalig)
- Lovćenac
- Feketić (62% Hongaarstalig)

Feketic (Hongaars: Bácsfeketehegy) is de zetel van de Hongaars Gereformeerde Kerk van Vojvodina. Dat dorp kent een Hongaarse meerderheid van circa 62%.